# Coenotephria fortificata
Coenotephria fortificata là một loài bướm đêm trong họ Geometridae.